# Zoe Beloff
Zoe Beloff (* 1958 Edinburgh, Skotsko) je skotská filmová režisérka a spisovatelka. V roce 1980 se přestěhovala do New Yorku, kde získala titul na Columbia University. Svůj první třicetiminutový černobílý film Nightmare Angel natočila v roce 1986; ten byl inspirován románem Crash spisovatele Jamese Grahama Ballarda. Roku 1989 natočila krátký film Wonderland USA, ve kterém hráli například John Cale a Taylor Mead. Rovněž se věnuje uměleckým instalacím. V roce 2003 získala Guggenheimovo stipendium.

## Filmografie
- Nightmare Angel (1986)
- Wonderland USA (1989)
- Life Underwater (1994)
- A Trip to the Land of Knowledge (1994)
- Lost (1995)
- Shadow Land or Light from the Other Side (2000)
- Claire and Don in Slumberland (2002)
- Charming Augustine (2005)
- The Days of the Commune (2012)